# Nati nel 1974/Settembre
| Questa pagina contiene informazioni ricavate automaticamente dalle voci biografiche con l'ausilio del template Bio e di un bot. L'aggiornamento è periodico e automatico e ricostruisce completamente la pagina. Se manca una persona in questa lista, sei pregato di non aggiungerla, ma accertati piuttosto che la sua voce biografica contenga il template Bio e che i dati anagrafici siano correttamente compilati. Se il template Bio manca, inseriscilo tu stesso o, in alternativa, metti l'avviso {{tmp\|Bio}} che ne segnala la mancanza. Se i dati riportati sono sbagliati, correggi direttamente la voce biografica; le modifiche saranno visibili in questa lista entro pochi giorni. Per chiarimenti vedi il progetto biografie. La lista contiene solo le 380 persone che sono citate nell'enciclopedia e per le quali è stato implementato correttamente il template Bio. Pagina aggiornata al 2 lug 2025. |

- 1º settembre - Klīmīs Alexandrou, ex calciatore cipriota
- 1º settembre - Isaac Asare, ex calciatore ghanese
- 1º settembre - Tony Bird, ex calciatore gallese
- 1º settembre - Latifa Echakhch, artista marocchina
- 1º settembre - Renārs Kaupers, cantante lettone
- 1º settembre - Kazuyoshi Kumakiri, regista e sceneggiatore giapponese
- 1º settembre - Maxi B, rapper svizzero
- 1º settembre - Charisse Sampson, ex cestista statunitense
- 1º settembre - Vittorio Sodano, truccatore italiano
- 1º settembre - Jason Taylor, ex giocatore di football americano statunitense
- 1º settembre - Jhonen Vasquez, fumettista statunitense
- 1º settembre - Burn Gorman, attore e musicista britannico
- 1º settembre - Yutaka Yamamoto, regista giapponese
- 2 settembre - Gustavo Bartelt, allenatore di calcio e ex calciatore argentino
- 2 settembre - Oleksandr Kondratenko, ex giocatore di calcio a 5 ucraino
- 2 settembre - Jason Lawson, ex cestista statunitense
- 2 settembre - Carlo Lorenzi, hockeista su ghiaccio italiano
- 2 settembre - Teddy Richert, ex calciatore francese
- 2 settembre - Yuka Sakurai, pallavolista giapponese
- 2 settembre - Sami Salo, ex hockeista su ghiaccio finlandese
- 2 settembre - Inari Vachs, ex attrice pornografica statunitense
- 2 settembre - Saša Zorić, ex calciatore jugoslavo
- 3 settembre - Gholam Ali, ex calciatore emiratino
- 3 settembre - Didier André, pilota automobilistico francese
- 3 settembre - Hussam Fawzi, ex calciatore iracheno
- 3 settembre - Leone Gasperoni, ex calciatore sammarinese
- 3 settembre - Martin Gerber, ex hockeista su ghiaccio svizzero
- 3 settembre - Elmedin Konaković, politico e ex cestista bosniaco
- 3 settembre - Clare Kramer, attrice statunitense
- 3 settembre - Giuseppina Macrì, judoka italiana
- 3 settembre - Robert Page, allenatore di calcio e ex calciatore gallese
- 3 settembre - Lasse Paulsen, ex sciatore alpino norvegese
- 3 settembre - Massimiliano Perrotta, drammaturgo e poeta italiano
- 3 settembre - Stefano Ricci, ex calciatore italiano
- 3 settembre - Cristiano Tomei, cuoco e personaggio televisivo italiano
- 3 settembre - Giorgi Tsetsadze, allenatore di calcio georgiano
- 3 settembre - Ethan Van Sciver, fumettista statunitense
- 3 settembre - Renaldo Wynn, ex giocatore di football americano statunitense
- 4 settembre - Rita Atria, italiana († 1992)
- 4 settembre - Carmit Bachar, ballerina, cantante e attrice statunitense
- 4 settembre - Stefano Cassetti, attore italiano
- 4 settembre - Carmen Consoli, cantautrice e polistrumentista italiana
- 4 settembre - Natalie Diaz, poetessa statunitense
- 4 settembre - Argel Fucks, allenatore di calcio e ex calciatore brasiliano
- 4 settembre - Nona Gaye, cantante statunitense
- 4 settembre - Tomáš Goder, ex saltatore con gli sci ceco
- 4 settembre - Yasumasa Hatakeyama, pilota motociclistico giapponese
- 4 settembre - James Monroe Iglehart, cantante, attore e doppiatore statunitense
- 4 settembre - Taya Kyle, scrittrice e attivista statunitense
- 4 settembre - Kevin Lockett, ex giocatore di football americano statunitense
- 4 settembre - Vladimir Maminov, allenatore di calcio e ex calciatore russo
- 4 settembre - José Luís Peixoto, scrittore, poeta e paroliere portoghese
- 4 settembre - Mercédesz Stieber, ex pallanuotista e allenatrice di pallanuoto ungherese
- 4 settembre - Sirly Tiik, atleta paralimpica estone
- 4 settembre - Michele Venitucci, attore italiano
- 4 settembre - Bora Zivkovic, ex calciatore danese
- 5 settembre - Marco Cocci, attore e cantante italiano
- 5 settembre - Alicia González Laá, attrice spagnola
- 5 settembre - Mohammad Navazi, allenatore di calcio e ex calciatore iraniano
- 5 settembre - Svetlana Novikova, ex sciatrice alpina russa
- 5 settembre - Matteo Pivotto, ex calciatore italiano
- 5 settembre - Tadeu Sartori, ex giocatore di calcio a 5 brasiliano
- 5 settembre - Michalīs Siīmītras, ex calciatore cipriota
- 5 settembre - Michael Takahashi, ex cestista giapponese
- 5 settembre - Boniface Usisivu, ex maratoneta keniota
- 5 settembre - Peter Wildoer, batterista svedese
- 5 settembre - Romina Yan, attrice, ballerina e cantante argentina († 2010)
- 6 settembre - Dagui Bakari, ex calciatore francese
- 6 settembre - Jake Brown, skater australiano
- 6 settembre - Sašo Filipovski, allenatore di pallacanestro sloveno
- 6 settembre - Tim Henman, allenatore di tennis e ex tennista britannico
- 6 settembre - Masao Kiba, ex calciatore giapponese
- 6 settembre - Stefano Liberti, giornalista e scrittore italiano
- 6 settembre - Sarah Danielle Madison, attrice statunitense († 2014)
- 6 settembre - Nina Persson, cantante svedese
- 6 settembre - Chad Scott, ex giocatore di football americano statunitense
- 6 settembre - Sarah Strange, attrice canadese
- 6 settembre - Harald Totschnig, ex ciclista su strada austriaco
- 6 settembre - Goran Trobok, ex calciatore jugoslavo
- 6 settembre - Justin Whalin, attore statunitense
- 6 settembre - Özgür Özberk, attore, regista e sceneggiatore turco
- 7 settembre - Edoardo Camurri, scrittore, giornalista e conduttore televisivo italiano
- 7 settembre - Pánfilo Escobar, ex calciatore paraguaiano
- 7 settembre - Jean-Noël Ferrari, schermidore francese
- 7 settembre - Mario Frick, allenatore di calcio e ex calciatore liechtensteinese
- 7 settembre - Silvester Goraseb, ex calciatore namibiano
- 7 settembre - Stéphane Henchoz, ex calciatore e allenatore di calcio svizzero
- 7 settembre - Noah Huntley, attore inglese
- 7 settembre - Lucien Fils Ibara, ex calciatore congolese (Repubblica del Congo)
- 7 settembre - Kim Ji-young, attrice sudcoreana
- 7 settembre - Glenn Ljungström, musicista e chitarrista svedese
- 7 settembre - Antonio McDyess, ex cestista statunitense
- 7 settembre - Laura Negrisoli, tennistavolista italiana
- 7 settembre - Greg Newton, ex cestista canadese
- 7 settembre - Andre Rush, cuoco e personaggio televisivo statunitense
- 7 settembre - Hiroki Takahashi, doppiatore giapponese
- 7 settembre - Andrew Wilson, imprenditore australiano
- 8 settembre - Marios Agathokleous, ex calciatore cipriota
- 8 settembre - Juan Manuel Azconzábal, allenatore di calcio, dirigente sportivo e ex calciatore argentino
- 8 settembre - Susanna Bonfiglio, ex cestista italiana
- 8 settembre - Mario De Meo, ex taekwondoka italiano
- 8 settembre - Jaroslav Hrabal, ex calciatore slovacco
- 8 settembre - Braulio Luna, allenatore di calcio e ex calciatore messicano
- 8 settembre - Paolo Noise, conduttore radiofonico, disc jockey e produttore discografico italiano
- 8 settembre - Aleksej Petrov, ex sollevatore russo
- 8 settembre - Yaw Preko, ex calciatore ghanese
- 8 settembre - Boris Ryžij, poeta e geologo russo († 2001)
- 8 settembre - Gérald Thomassin, attore francese
- 8 settembre - Tuca Vieira, fotografo brasiliano
- 9 settembre - Vikram Batra, militare indiano († 1999)
- 9 settembre - Guðmundur Benediktsson, ex calciatore, allenatore di calcio e commentatore televisivo islandese
- 9 settembre - Lina Brazdeikytė, ex cestista e allenatrice di pallacanestro lituana
- 9 settembre - Divine Brown, cantante canadese
- 9 settembre - Ana Carolina, cantautrice, polistrumentista e compositrice brasiliana
- 9 settembre - Marcos Curiel, chitarrista statunitense
- 9 settembre - Mathias Färm, chitarrista, cantante e batterista svedese
- 9 settembre - Susanne Regel, oboista tedesca
- 9 settembre - Marco Rossato, velista italiano
- 9 settembre - Ivo Ulich, ex calciatore ceco
- 9 settembre - Ece Uslu, attrice, doppiatrice e modella turca
- 10 settembre - Massimo Bonelli, musicista, produttore discografico e editore italiano
- 10 settembre - Sandra Cacic, ex tennista statunitense
- 10 settembre - Francis Chansa, ex calciatore della Repubblica Democratica del Congo
- 10 settembre - Orlando Duque, tuffatore colombiano
- 10 settembre - Nicolas d'Estienne d'Orves, scrittore e giornalista francese
- 10 settembre - Mirko Filipović, artista marziale misto e kickboxer croato
- 10 settembre - Sebastian Gutierrez, regista, sceneggiatore e produttore cinematografico venezuelano
- 10 settembre - Akira Kawakami, produttore discografico e dirigente d'azienda giapponese
- 10 settembre - Laura Miller, attrice e cantante argentina
- 10 settembre - Javi Moreno, allenatore di calcio e ex calciatore spagnolo
- 10 settembre - Matt Mostyn, rugbista a 15 australiano
- 10 settembre - Simona Nicolae, ex cestista rumena
- 10 settembre - Mike Peltola, ex calciatore finlandese
- 10 settembre - Stefano Perugini, pilota motociclistico italiano
- 10 settembre - Ryan Phillippe, attore e regista statunitense
- 10 settembre - Ben Wallace, ex cestista e dirigente sportivo statunitense
- 10 settembre - Gábor Zavadszky, calciatore ungherese († 2006)
- 10 settembre - Evgenij Čičvarkin, imprenditore e politico russo
- 11 settembre - Sohrab Bakhtiarizadeh, ex calciatore iraniano
- 11 settembre - Demis Cavina, allenatore di pallacanestro italiano
- 11 settembre - Nike Fuhrmann, attrice tedesca
- 11 settembre - Dino Giarrusso, giornalista, personaggio televisivo e politico italiano
- 11 settembre - DeLisha Milton-Jones, ex cestista e allenatrice di pallacanestro statunitense
- 11 settembre - Dmytro Parf'onov, allenatore di calcio e ex calciatore ucraino
- 11 settembre - Biljana Stanković, ex cestista e allenatrice di pallacanestro serba
- 11 settembre - Mehmet Emin Toprak, attore turco († 2002)
- 12 settembre - Hussain Al-Romaihi, ex calciatore qatariota
- 12 settembre - Alessandra Campedelli, allenatrice di pallavolo italiana
- 12 settembre - Eduardo Coudet, allenatore di calcio e ex calciatore argentino
- 12 settembre - Akira Konno, allenatore di calcio e ex calciatore giapponese
- 12 settembre - Dmitri Kramarenko, allenatore di calcio e ex calciatore azero
- 12 settembre - Jennifer Nettles, cantante e attrice statunitense
- 12 settembre - Oleg Pašinin, allenatore di calcio e ex calciatore uzbeko
- 12 settembre - Ken'ichi Suzumura, doppiatore e cantante giapponese
- 12 settembre - Cristina Torrens Valero, ex tennista spagnola
- 12 settembre - Nuno Valente, allenatore di calcio e ex calciatore portoghese
- 13 settembre - Edi Andradina, allenatore di calcio e ex calciatore brasiliano
- 13 settembre - Ale Bavo, musicista, produttore discografico e compositore italiano
- 13 settembre - Baýramnyýaz Berdiýew, ex calciatore turkmeno
- 13 settembre - Travis Knight, ex cestista statunitense
- 13 settembre - Thomas Lund, ex ballerino danese
- 13 settembre - Matt Patricia, ex giocatore di football americano, allenatore di football americano e ingegnere aeronautico statunitense
- 13 settembre - Jason Peter, ex giocatore di football americano statunitense
- 13 settembre - Craig Rivet, ex hockeista su ghiaccio canadese
- 13 settembre - Marco Simoni, manager e dirigente pubblico italiano
- 13 settembre - Song Seon-mi, attrice sudcoreana
- 13 settembre - Nelson Sopha, calciatore seychellese
- 13 settembre - Óscar Vales, ex calciatore spagnolo
- 14 settembre - Patrick van Balkom, ex velocista olandese
- 14 settembre - Sebastjan Cimirotič, ex calciatore sloveno
- 14 settembre - Hicham El Guerrouj, ex mezzofondista marocchino
- 14 settembre - Art'owr K'očaryan, ex calciatore armeno
- 14 settembre - Itaco Nardulli, attore italiano († 1991)
- 14 settembre - Sunday Oliseh, allenatore di calcio, dirigente sportivo e ex calciatore nigeriano
- 14 settembre - Gilles Paquet-Brenner, regista e sceneggiatore francese
- 14 settembre - Laura Sippola, cantautrice e pianista finlandese
- 14 settembre - Yordi, ex calciatore spagnolo
- 15 settembre - Dragan Ćirić, ex calciatore serbo
- 15 settembre - Elisabeth Dermot Walsh, attrice inglese
- 15 settembre - Albërie Hadërgjonaj, cantante kosovara
- 15 settembre - Wael Kfoury, cantante libanese
- 15 settembre - Francisco López Contardo, pilota motociclistico e pilota automobilistico cileno
- 15 settembre - Alexandros Michaīl, ex calciatore cipriota
- 15 settembre - Divier Nelli, scrittore e curatore editoriale italiano
- 15 settembre - Angélique Roujas, ex calciatrice francese
- 15 settembre - Murat Yakın, allenatore di calcio e ex calciatore svizzero
- 16 settembre - Monique Brumby, cantante australiana
- 16 settembre - Joaquín Castro, politico e avvocato statunitense
- 16 settembre - Julián Castro, politico statunitense
- 16 settembre - Frédéric Da Rocha, allenatore di calcio e ex calciatore francese
- 16 settembre - Elena Di Cioccio, attrice, conduttrice televisiva e conduttrice radiofonica italiana
- 16 settembre - Lassina Diabaté, ex calciatore ivoriano
- 16 settembre - Tom Dolan, ex nuotatore statunitense
- 16 settembre - Alireza Emamifar, allenatore di calcio e ex calciatore iraniano
- 16 settembre - Fricson George, ex calciatore ecuadoriano
- 16 settembre - Mario Haas, ex calciatore austriaco
- 16 settembre - Igor Jančevski, ex calciatore macedone
- 16 settembre - Lorenzo Manta, ex tennista svizzero
- 16 settembre - Fernando Niño Bejarano, ex calciatore spagnolo
- 16 settembre - Joaquín Reyes, attore spagnolo
- 16 settembre - Wendy Schaeffer, cavallerizza australiana
- 16 settembre - Ed Stoppard, attore britannico
- 16 settembre - Armando Sá, ex calciatore mozambicano
- 16 settembre - Robel Teklemariam, ex fondista etiope
- 16 settembre - Loona, cantautrice e ballerina olandese
- 17 settembre - Antonio Bitetti, allenatore di calcio e ex calciatore italiano
- 17 settembre - Rareș Bogdan, giornalista, conduttore televisivo e politico romeno
- 17 settembre - Raphaël Fejtö, attore e regista francese
- 17 settembre - Stacy Kamano, attrice statunitense
- 17 settembre - Mirah, cantautrice e musicista statunitense
- 17 settembre - Darío Rodríguez, allenatore di calcio e ex calciatore uruguaiano
- 17 settembre - Erlend Ropstad, cantante norvegese
- 17 settembre - Bianca Shomburg, cantante tedesca
- 17 settembre - Helgi Sigurðsson, ex calciatore islandese
- 17 settembre - Austin St. John, attore statunitense
- 17 settembre - Rasheed Wallace, ex cestista e allenatore di pallacanestro statunitense
- 17 settembre - Zhang Guozheng, ex sollevatore cinese
- 18 settembre - Caio Eduardo de Mello Cazziolato, ex cestista brasiliano
- 18 settembre - Maurizio Campari, politico italiano
- 18 settembre - Sol Campbell, allenatore di calcio e ex calciatore inglese
- 18 settembre - Phil Groeneveld, ex hockeista su ghiaccio canadese
- 18 settembre - Xzibit, rapper, attore e personaggio televisivo statunitense
- 18 settembre - Larissa Nevierov, ex velista italiana
- 18 settembre - Ticha Penicheiro, ex cestista portoghese
- 18 settembre - Mirco Poloni, dirigente sportivo, allenatore di calcio e ex calciatore italiano
- 18 settembre - Patrizia Ritondo, ex mezzofondista e ex maratoneta italiana
- 18 settembre - Tiga, disc jockey e musicista canadese
- 18 settembre - Segun Toriola, tennistavolista nigeriano
- 19 settembre - Stefano Brecciaroli, cavaliere italiano
- 19 settembre - Cyriak, animatore e compositore britannico
- 19 settembre - Daniele Di Spigno, tiratore a volo italiano
- 19 settembre - Paschal Donohoe, politico irlandese
- 19 settembre - Jimmy Fallon, attore, comico e conduttore televisivo statunitense
- 19 settembre - Mauro Garofalo, scrittore e giornalista italiano
- 19 settembre - Marina Litvinovič, politica e giornalista russa
- 19 settembre - Hidetaka Miyazaki, autore di videogiochi giapponese
- 19 settembre - Damir Mulaomerović, ex cestista e allenatore di pallacanestro croato
- 19 settembre - Roland Németh, ex velocista ungherese
- 19 settembre - Hermes Neves Soares, ex calciatore brasiliano
- 19 settembre - Zoltán Pető, ex calciatore ungherese
- 19 settembre - Nicola Pierpaoli, ex arbitro di calcio italiano
- 19 settembre - Victoria Silvstedt, modella, attrice e cantante svedese
- 20 settembre - Karina Aznavurjan, schermitrice russa
- 20 settembre - Adriano Gerlin da Silva, ex calciatore e dirigente sportivo brasiliano
- 20 settembre - Valen Hsu, cantante e compositrice taiwanese
- 20 settembre - Julian Joachim, ex calciatore inglese
- 20 settembre - Emilio Viqueira, dirigente sportivo e ex calciatore spagnolo
- 20 settembre - Hanya Yanagihara, scrittrice e giornalista statunitense
- 20 settembre - Katja Lel', cantante russa
- 21 settembre - Crystal Aikin, cantautrice statunitense
- 21 settembre - Hossein Behdouj, maratoneta iraniano
- 21 settembre - Daniel Bogusz, ex calciatore polacco
- 21 settembre - Aurica Bărăscu, ex canottiera rumena
- 21 settembre - Ermogenīs Christofī, ex calciatore cipriota
- 21 settembre - Bryce Drew, ex cestista e allenatore di pallacanestro statunitense
- 21 settembre - Henning Fritz, ex pallamanista tedesco
- 21 settembre - Giuliano Giannichedda, allenatore di calcio, dirigente sportivo e ex calciatore italiano
- 21 settembre - Taral Hicks, attrice e cantante statunitense
- 21 settembre - Stanley Huang, cantante e attore taiwanese
- 21 settembre - Daniele Marcassa, conduttore televisivo italiano
- 21 settembre - Diego Martín, attore spagnolo
- 21 settembre - Katharine Merry, ex velocista britannica
- 21 settembre - Andy Todd, ex calciatore inglese
- 21 settembre - Özgür Özel, politico e farmacista turco
- 22 settembre - Benoni Ambăruş, arcivescovo cattolico rumeno
- 22 settembre - Daniel Atienza, ex ciclista su strada spagnolo
- 22 settembre - Belarmino Chipongue, ex cestista angolano
- 22 settembre - Keri Claussen, supermodella statunitense
- 22 settembre - Jenn Colella, attrice e cantante statunitense
- 22 settembre - Francesco Di Roberto, personaggio televisivo e musicista italiano
- 22 settembre - Irina Covaliu, ex schermitrice rumena
- 22 settembre - Sergi Escobar, ex pistard spagnolo
- 22 settembre - Bobby Ford, ex calciatore inglese
- 22 settembre - Ivan Grgat, ex cestista croato
- 22 settembre - Thomas Hengen, dirigente sportivo, allenatore di calcio e ex calciatore tedesco
- 22 settembre - Kōstas Kaïafas, allenatore di calcio e ex calciatore cipriota
- 22 settembre - Mika Kottila, ex calciatore finlandese
- 22 settembre - Barnaby Metschurat, attore tedesco
- 22 settembre - Juan Martín Parodi, ex calciatore uruguaiano
- 22 settembre - Fabrizio Paterna, kickboxer italiano
- 22 settembre - Emiliano Rubbi, produttore discografico, compositore e sceneggiatore italiano
- 22 settembre - Gary Trent, ex cestista statunitense
- 22 settembre - Aliecer Urrutia, ex triplista cubano
- 22 settembre - Miguel Ángel Vivas, regista e sceneggiatore spagnolo
- 23 settembre - Garth Davis, regista australiano
- 23 settembre - Richard Edghill, ex calciatore inglese
- 23 settembre - Cyril Hanouna, conduttore televisivo, conduttore radiofonico e produttore televisivo francese
- 23 settembre - Matt Hardy, wrestler statunitense
- 23 settembre - Layzie Bone, rapper statunitense
- 23 settembre - Félix Mantilla, allenatore di tennis e ex tennista spagnolo
- 23 settembre - Carles Marco, ex cestista e allenatore di pallacanestro spagnolo
- 23 settembre - Jan-Pieter Martens, dirigente sportivo e ex calciatore belga
- 23 settembre - Chiara Montanari, ingegnera italiana
- 23 settembre - Nathaniel Moran, politico statunitense
- 23 settembre - Joshua Oppenheimer, regista, sceneggiatore e produttore cinematografico statunitense
- 23 settembre - Juan Pajuelo, ex calciatore peruviano
- 23 settembre - Constant Thérésine, calciatore francese
- 23 settembre - Gyöngyi Zsolnay, ex cestista ungherese
- 24 settembre - Danya Abrams, ex cestista statunitense
- 24 settembre - Kenneth Braaten, ex combinatista nordico norvegese
- 24 settembre - Javier García, cantante spagnolo
- 24 settembre - Kiwane Garris, ex cestista statunitense
- 24 settembre - Jeroen Heubach, ex calciatore olandese
- 24 settembre - April Hunter, wrestler statunitense
- 24 settembre - Niels Brinck, cantante danese
- 24 settembre - Matt McKeon, ex calciatore statunitense
- 24 settembre - Alessia Merz, showgirl, conduttrice televisiva e attrice italiana
- 24 settembre - Víctor Pacheco, ex calciatore colombiano
- 24 settembre - Corrado Pilat, ex rugbista a 15 e allenatore di rugby a 15 italiano
- 24 settembre - Jackie Sandler, attrice statunitense
- 24 settembre - Michelle Ray Smith, attrice e modella statunitense
- 24 settembre - Jim Thomas, ex tennista statunitense
- 24 settembre - Emilio Urbano, fumettista e disegnatore italiano
- 24 settembre - Igor Vušurović, pallavolista montenegrino
- 24 settembre - Kati Wolf, cantante ungherese
- 25 settembre - A.R. Murugadoss, regista, sceneggiatore e produttore cinematografico indiano
- 25 settembre - Francesco Acquaroli, politico italiano
- 25 settembre - Pascal Arimont, politico belga
- 25 settembre - Olivier Dacourt, ex calciatore francese
- 25 settembre - Toni Gross, ex cestista e allenatrice di pallacanestro statunitense
- 25 settembre - Diego Gutiérrez, cantautore cubano
- 25 settembre - Tye Harvey, ex astista statunitense
- 25 settembre - Joel Prpic, hockeista su ghiaccio canadese
- 26 settembre - Josh Arieh, giocatore di poker statunitense
- 26 settembre - Gary Hall, ex nuotatore statunitense
- 26 settembre - Giovanni Maiorano, politico italiano
- 26 settembre - Nicole Malachowski, ex militare e aviatrice statunitense
- 26 settembre - Martin Müürsepp, ex cestista e allenatore di pallacanestro estone
- 26 settembre - Andreas Scheuer, politico tedesco
- 26 settembre - Watkin Tudor Jones, rapper, produttore discografico e attore sudafricano
- 27 settembre - Lodewijk Asscher, politico olandese
- 27 settembre - Vít Baránek, allenatore di calcio e ex calciatore ceco
- 27 settembre - Carrie Brownstein, musicista, scrittrice e attrice statunitense
- 27 settembre - Fangio Buyse, allenatore di calcio e ex calciatore belga
- 27 settembre - Otar Chrdileli, ingegnere, giornalista e politico georgiano
- 27 settembre - Boosta, tastierista, compositore e scrittore italiano
- 27 settembre - Dmitrij Domani, ex cestista russo
- 27 settembre - Emanuele Farneti, giornalista italiano
- 27 settembre - Bryan Gasperoni, ex calciatore sammarinese
- 27 settembre - Pedro Horrillo, ex ciclista su strada spagnolo
- 27 settembre - Justine Lévy, scrittrice francese
- 27 settembre - Janus Metz Pedersen, regista danese
- 27 settembre - Alberto Monteagudo, allenatore di calcio e ex calciatore spagnolo
- 27 settembre - Yannick Rott, ex calciatore francese
- 27 settembre - Jin Satō, ex calciatore giapponese
- 27 settembre - Eliphas Shivute, ex calciatore namibiano
- 27 settembre - Trick Daddy, rapper statunitense
- 28 settembre - Mohammed Al-Jahani, calciatore saudita
- 28 settembre - Alberto Angelini, allenatore di pallanuoto e ex pallanuotista italiano
- 28 settembre - Antonella Arancio, cantante italiana
- 28 settembre - Reggie Brown, ex giocatore di football americano statunitense
- 28 settembre - Marco Di Loreto, allenatore di calcio e ex calciatore italiano
- 28 settembre - Dalibor Filipović, allenatore di calcio e ex calciatore croato
- 28 settembre - Pascual Garrido, ex calciatore argentino
- 28 settembre - Richard Gravier, ex sciatore alpino francese
- 28 settembre - Marija Kiselëva, sincronetta e politica russa
- 28 settembre - Joonas Kolkka, ex calciatore finlandese
- 28 settembre - Chuck Kornegay, ex cestista statunitense
- 28 settembre - Lee Ki-hyung, ex calciatore sudcoreano
- 28 settembre - Andy Morrell, allenatore di calcio e ex calciatore inglese
- 28 settembre - Geoff Zanelli, compositore statunitense
- 29 settembre - Ottavio Barone, pugile italiano
- 29 settembre - Rolando Cavallo, ex giocatore di curling e dirigente sportivo italiano
- 29 settembre - Alexis Cruz, attore statunitense
- 29 settembre - Danielle DuClos, attrice statunitense
- 29 settembre - Ayo, rapper nigeriano
- 29 settembre - Luca Immesi, regista e sceneggiatore italiano
- 29 settembre - Giovanni Indiveri, allenatore di calcio e ex calciatore italiano
- 29 settembre - Oliver Kovačević, ex calciatore serbo
- 29 settembre - Israel López, ex calciatore messicano
- 29 settembre - Nicolas Pariser, regista e sceneggiatore francese
- 29 settembre - Jeff Sheppard, ex cestista statunitense
- 29 settembre - Etelwardo Sigismondi, politico italiano
- 30 settembre - Jorgelina Aruzzi, attrice argentina
- 30 settembre - Emiliano Biliotti, allenatore di calcio e ex calciatore italiano
- 30 settembre - Ashley Hamilton, cantautore e attore statunitense
- 30 settembre - Sheek Louch, rapper statunitense
- 30 settembre - Claudia Terzi, politica italiana
- 30 settembre - Davide Umiliata, attore italiano
- 30 settembre - Daniel Wu, attore statunitense